# West Brompton

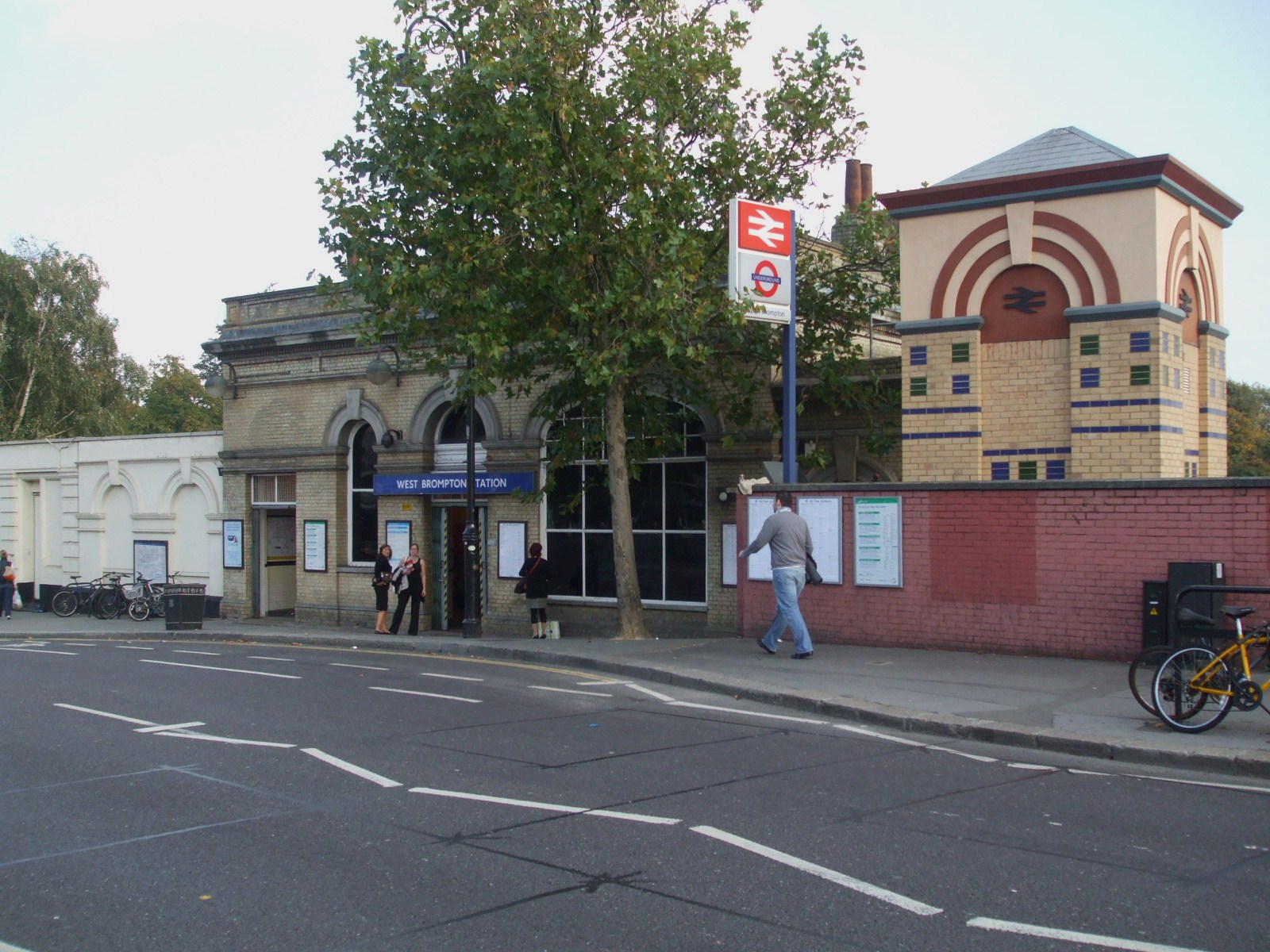
West Brompton

West Brompton är en stadsdel (district) i västra London i Royal Borough of Kensington and Chelsea. Namnet anspelar på den äldre orten Brompton till öst, fastän områdena South Kensington och Earls Court separerar West Brompton på grund av namnet. West Brompton är bundet mellan West Kensington och Earls Court i norr, Chelsea till öst, Fulham Broadway i söder och Fulham i väst. West Brompton har även en järnvägs- och tunnelbanestation. Järnvägsstationen öppnade 1866 och trafikeras idag av London Overground samt National Rail. Tunnelbanestationen öppnade 1869 och trafikeras av District line.

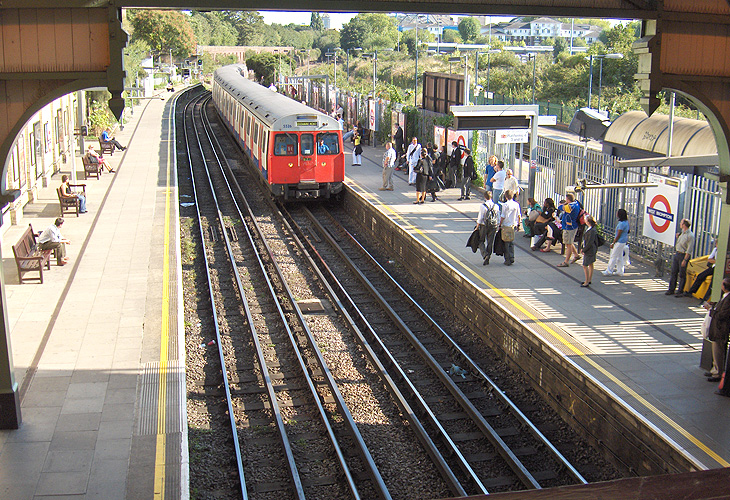
West Brompton Underground station för tunnelbanans District line
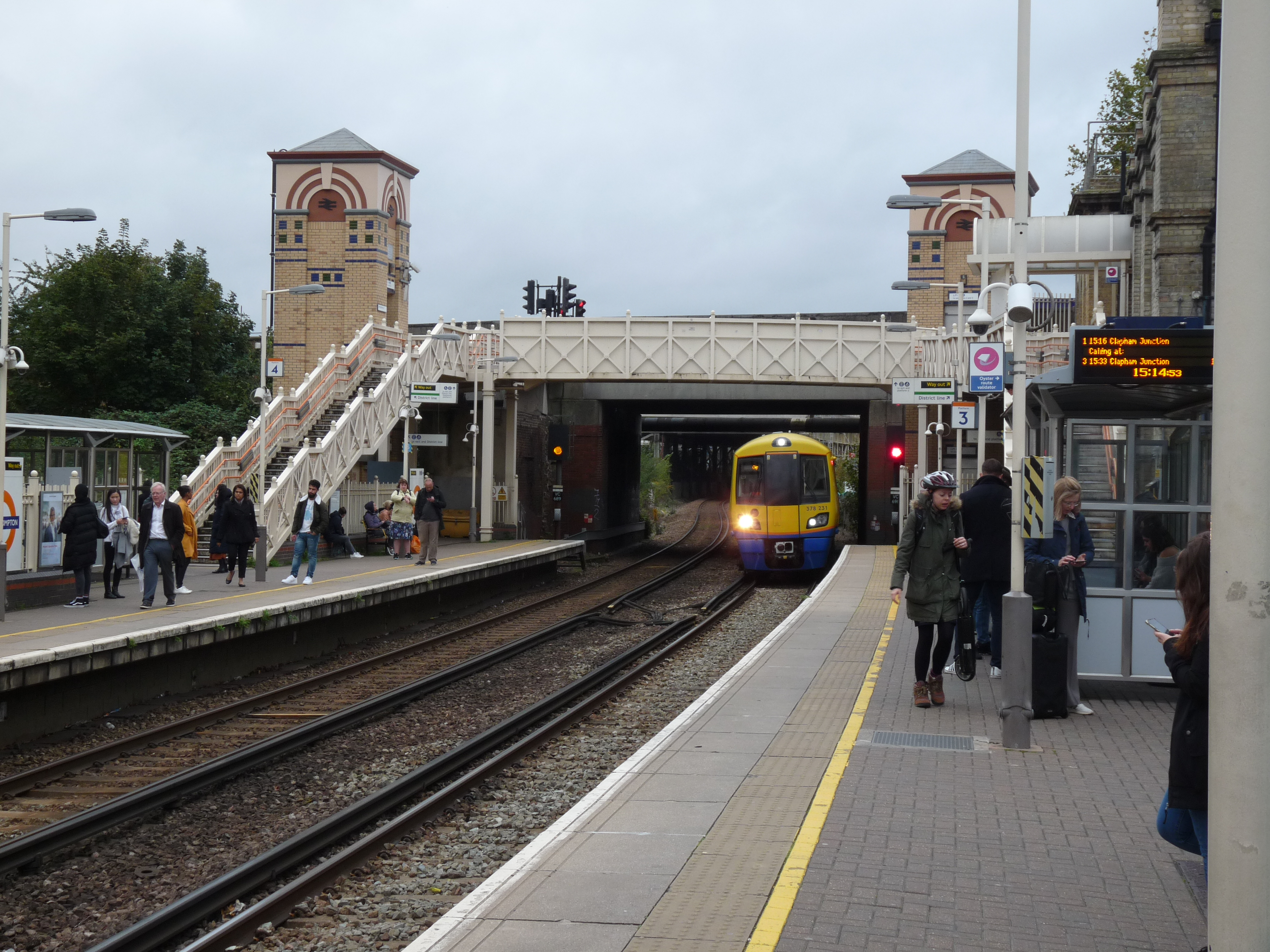
Overground station, här trafikerar även National Rail